# 斑籽
斑籽（学名：Baliospermum montanum）为大戟科斑籽属下的一个种。

## 扩展阅读
- 維基物種上的相關：斑籽